# Молтон, Джеймс
Джеймс Молтон (англ. James Malton; 1761[…] или 1766, Великобритания — 28 июля 1803, Марилебон, Большой Лондон) — английский живописец, рисовальщик и гравёр.

## Биография
Джеймс Молтон родился в 1761 году в семье Томаса Молтона (1726—1801), чертёжника и геометра. Его старший брат, которого, как и отца, звали Томас Молтон (1748—1804), также стал живописцем и гравёром. Детство Джеймса прошло в Дублине, где его отец участвовал в масштабном строительстве общественных зданий под руководством архитектора Джеймса Гэндона. Когда Джеймс подрос, он тоже в течение практически трёх лет работал чертёжником под руководством Гэндона в период строительства Ирландской таможни в 1780-х годах.
В 1790 году, всё еще проживая в Дублине, Джеймс отправил два своих рисунка в Лондон, в Королевское общество искусств. С 1792 по 1799 год он выполнил серию из 25 гравюр под названием «Живописные виды города Дублина». Эти гравюры полностью являлись творением Молтона: он сам создал как исходные рисунки так и гравюры в технике акватинты. Каждая гравюра сопровождалась описанием. Гравюры сперва были изданы шестью отдельными выпусками, а затем ещё раз — в одном переплетённом томе. Виды Дублина работы Джеймса Молтона считаются важным историческим источником, позволяющим судить о тех изменениях, которые произошли в архитектуре города во второй половине XVIII столетия.
С 1792 по 1803 год, почти параллельно с работой над гравюрами, Молтон экспонировал в Королевской академии в Лондоне на ежегодных выставках 51 свою работу, в основном рисунки, посвящённые архитектуре (городскому пейзажу). Некоторые из них перекликались с циклом гравюр, но были снабжены дополнительными человеческими фигурками.
В 1798 году Молтон опубликовал «Эссе об архитектуре британского коттеджа» (An Essay on British Cottage Architecture). Его более поздние публикации включают практический трактат о перспективе, адресованный молодым художникам, четыре акватинты по рисункам Фрэнсиса Кинана, изданные в «Собрании видов графства Девон» (1800) и «Сборник проектов загородных домов, преимущественно в готическом и замковом архитектурных стилях» (A Collection of Designs for Rural Retreats as Villas Principally in the Gothic and Castle Styles of Architecture, 1802).
В 1803 году Джеймс Молтон скончался в Лондоне.

## Виды Дублина работы Джеймса Молтона
- Здание ирландской таможни
- Здание четырёх судов
- Дублинский замок
- Ленстер-хаус
- Библиотека Тринити-колледжа
- Собор Святого Патрика (Дублин)
- Протестантская церковь святой Екатерины (Дублин)
- Дублинские казармы.